# Alysseae
Alysseae je tribus biljaka iz porodice krstašica. Postoji 25 rodova. Poznatiji predstavnici su gromotulja (Alyssum), tipični rod jednogododišnjeg i dvogodišnjeg bilja, trajnica i polugrmova, i degenija, hrvatski ugroženi endem.

## Rodovi
1. Acuston Raf.
2. Alyssoides Mill. gromotuljka, mjehurica
3. Alyssum L.,  gromotulja, turica
4. Aurinia Desv., rumenica
5. Berteroa DC., sivka
6. Bornmuellera Hausskn.
7. Brachypus Ledeb.
8. Clastopus Bunge ex Boiss.
9. Clypeola L., štitenka, štitka
10. Cuprella Salmerón-Sánchez, Mota & Fuertes
11. Degenia Hayek, degenija
12. Fibigia Medik., sijedac
13. Galitzkya V.V.Botschantz.
14. Hormathophylla Cullen & T.R.Dudley
15. Irania Hadač & Chrtek
16. Lepidotrichum Velen. & Bornm.
17. Lutzia Gand.
18. Meniocus Desv.
19. Odontarrhena C.A.Mey. in Ledeb.
20. Phyllolepidum Trinajstić
21. Physoptychis Boiss.
22. Pterygostemon V.V.Botschantz.
23. Resetnikia Španiel, Al-Shehbaz, D.A.German & Marhold
24. Straussiella Hausskn.
25. Takhtajaniella V.E.Avet.